# الترشيح المغربي لكأس العالم 2030
الترشيح المغربي لكأس العالم 2030 هو ملف ترشيح مغربي لتنظيم كأس العالم 2030. أعلن الملف من قبل الجامعة الملكية المغربية لكرة القدم؛ وتم تأكيده رسميا في 15 يونيو 2018.
أشارت تقارير إعلامية بإحتمالية تقديم ملف مغاربي مشترك يضم كلا من (المغرب والجزائر وتونس) رغم المشاكل السياسية والخلافات.
في 25 يوليو 2018، أكد فوزي لقجع رئيس الجامعة الملكية المغربية لكرة القدم أن المغرب ستتقدم بطلب لاستضافة كأس العالم 2030. بهذا الترشيح، عادل المغرب رقم ألمانيا في عدد ملفات الترشيح المقدمة لتنظيم كأس العالم بواقع 6 ملفات لكل دولة.
فيما بعد، كشفت تقارير عن قرب اشتراك المغرب مع إسبانيا والبرتغال في ملف واحد مشترك. في 14 مارس 2023، أعلن المغرب عن ترشيح مشترك مع إسبانيا والبرتغال لتنظيم النسخة الرابعة والعشرون من بطولة كأس العالم 2030.
في 16 يونيو 2023، عين لقجع بأمر ملكي رئيسا للجنة المكلفة بملف ترشيح المغرب لتنظيم كأس العالم لكرة القدم 2030، ضمن الملف المشترك مع إسبانيا والبرتغال.
في 4 أكتوبر 2023، أعلن الديوان الملكي المغربي عن الملك المغربي محمد السادس باعتماد مجلس الاتحاد الدولي لكرة القدم قرارا بالإجماع لصالح "ملف المغرب – إسبانيا – البرتغال" باعتباره الترشيح الوحيد لاستضافة كأس العالم 2030.

## خلفية
ملف ترشيح 2030 هو الملف السادس للمغرب لتنظيم كأس العالم لكرة القدم بعد محاولات غير ناجحة في 1994، 1998، 2006، 2010 و2026. خسرها كلها لصالح الولايات المتحدة، فرنسا، ألمانيا، جنوب أفريقيا والولايات المتحدة/كندا/المكسيك. إذا نجح الملف، ستكون المرة الثانية التي تنظم فيها البطولة في دولة أفريقية، بعد دورة 2010 في جنوب أفريقيا، والمرة الثانية التي تقام في دولة عربية وإسلامية بعد دورة 2022 التي أقيمت في قطر، وأول مرة في شمال أفريقيا.

## الملاعب المختارة
بالنسبة لكأس العالم 2026، فقد اتخد القرار بتوفير ملاعب بسعة 40.000 على الأقل لمباريات دور المجموعات والدور الثاني، و 40.000 لربع النهائي، و 60.000 لنصف النهائي، و 80.000 للنهائي ومباراة الافتتاح. لا يتوفر في المغرب حاليا أي ملاعب بالسعة المطلوبة لمبارتي الافتتاح والنهائي.

### المغرب
| الصورة | الاسم                                | السعة  | المدينة       |
| ------ | ------------------------------------ | ------ | ------------- |
|        | ملعب طنجة                            | 70.000 | طنجة          |
|        | المجمع الرياضي الأمير مولاي عبد الله | 55.000 | الرباط        |
|        | المركب الرياضي محمد الخامس           | 46.691 | الدار البيضاء |
|        | ملعب أدرار                           | 46.480 | أغادير        |
|        | ملعب مراكش                           | 45.240 | مراكش         |
|        | المركب الرياضي لفاس                  | 45.000 | فاس           |